# Давидівська сільська рада (Львівський район)
Дави́дівська сільська́ ра́да об'єднаної територіальної громади — адміністративно-територіальна одиниця та орган місцевого самоврядування в Пустомитівському районі Львівської області. Адміністративний центр — село Давидів.

## Загальні відомості
Давидівська сільська рада утворена в 1949 році.
- Територія ради: 5,43 км²
- Населення ради: 4834 особи (станом на 2001 рік)
- Територією ради протікає річка Давидівка.

## Населені пункти
Сільраді підпорядковані населені пункти:
- с. Давидів
- с. Черепин

## Склад ради
Рада складається з 22 депутатів та голови.
- Голова ради: Дяків Віталій Борисович
- Секретар ради:

### Керівний склад попередніх скликань
| Прізвище, ім'я, по батькові     | Основні відомості                                                                                  | Дата обрання | Дата звільнення |
| ------------------------------- | -------------------------------------------------------------------------------------------------- | ------------ | --------------- |
| Шекета Василь Іванович          | Сільський голова, 1962 року народження, безпартійний                                               | 26.03.2006   | 06.06.2006      |
| Хрунь Ігор Степанович           | Сільський голова, 1965 року народження, освіта вища, член Всеукраїнського об'єднання «Батьківщина» | 26.11.2006   | 31.10.2010      |
| Хрунь Ігор Степанович           | Сільський голова, 1965 року народження, освіта вища, безпартійний                                  | 31.10.2010   | 25.10.2015      |
| Дяків Віталій Борисович         | Сільський голова, 1994 року народження, освіта вища, безпартійний                                  | 25.10.2015   | 18.12.2016      |
| Керницький Володимир Михайлович | Сільський голова, 1965 року народження, освіта вища, безпартійний                                  | 18.12.2016   |                 |

Примітка: таблиця складена за даними сайту Верховної Ради України та ЦВК

### Депутати VII скликання
За результатами місцевих виборів 2015 року:
- Кількісний склад ради: 22
- Кількість обраних: 21
- Кількість мандатів, що залишаються вакантними: 1

#### За суб'єктами висування
| Суб'єкт висування | Кількість обраних депутатів | %      |
| ----------------- | --------------------------- | ------ |
| Самовисування     | 21                          | 100.00 |

#### За округами
| № округу | Прізвище, ім'я, по батькові                                                                         | Ким висунуто                                                                                        | Дата нар.                                                                                           | Освіта                                                                                              | Партійна приналежність                                                                              | Відомості                                                                                           |
| -------- | --------------------------------------------------------------------------------------------------- | --------------------------------------------------------------------------------------------------- | --------------------------------------------------------------------------------------------------- | --------------------------------------------------------------------------------------------------- | --------------------------------------------------------------------------------------------------- | --------------------------------------------------------------------------------------------------- |
| 1        | Малиш Богдан Андрійович                                                                             | Самовисування                                                                                       | 10.07.1983                                                                                          | вища                                                                                                | член політичної партії Народний Рух України                                                         | ПП «Євротерм-Львів», інженер з проектно-кошторисної роботи                                          |
| 2        | Біда Ігор Богданович                                                                                | Самовисування                                                                                       | 08.08.1978                                                                                          | середня спеціальна                                                                                  | безпартійний                                                                                        | Фізична особа-підприємець                                                                           |
| 3        | Вачко Тарас Ярославович                                                                             | Самовисування                                                                                       | 09.02.1983                                                                                          | вища                                                                                                | безпартійний                                                                                        | Тимчасово не працює                                                                                 |
| 4        | Боднар Леся Ярославівна                                                                             | Самовисування                                                                                       | 25.08.1979                                                                                          | вища                                                                                                | безпартійна                                                                                         | Тимчасово не працює                                                                                 |
| 5        | Салашник Михайло Васильович                                                                         | Самовисування                                                                                       | 05.06.1988                                                                                          | вища                                                                                                | безпартійний                                                                                        | Тимчасово не працює                                                                                 |
| 6        | Яремко Наталія Михайлівна                                                                           | Самовисування                                                                                       | 24.12.1974                                                                                          | вища                                                                                                | безпартійна                                                                                         | Фізична особа-підприємець                                                                           |
| 7        | Тимків Володимир Мирославович                                                                       | Самовисування                                                                                       | 10.01.1988                                                                                          | вища                                                                                                | безпартійний                                                                                        | Тимчасово не працює                                                                                 |
| 8        | Черкас Федір Федорович                                                                              | Самовисування                                                                                       | 16.01.1961                                                                                          | вища                                                                                                | безпартійний                                                                                        | Львівська філія Концерну радіомовлення, інженер-енергетик І категорії                               |
| 9        | Лука Олександра Іванівна                                                                            | Самовисування                                                                                       | 14.04.1964                                                                                          | вища                                                                                                | безпартійна                                                                                         | Тимчасово не працює                                                                                 |
| 10       | Сидор Захар Дмитрович                                                                               | Самовисування                                                                                       | 08.08.1994                                                                                          | вища                                                                                                | безпартійний                                                                                        | НУ «Львівська політехніка», студент                                                                 |
| 11       | Павлик Роман Матвійович                                                                             | Самовисування                                                                                       | 04.06.1962                                                                                          | вища                                                                                                | безпартійний                                                                                        | Станційно-лінійна дільниця № 4 м. Пустомити ЛФ ПАТ «Укртелеком», електромеханік                     |
| 12       | Ковалик Олег Романович                                                                              | Самовисування                                                                                       | 31.08.1965                                                                                          | вища                                                                                                | безпартійний                                                                                        | Львівський інститут банківської справи УБС НБУ, інженер адміністративно-господарського відділу      |
| 13       | Ференц Андрій Васильович                                                                            | Самовисування                                                                                       | 12.03.1980                                                                                          | середня спеціальна                                                                                  | безпартійний                                                                                        | Тимчасово не працює                                                                                 |
| 14       | Бондалєтова Марія Богданівна                                                                        | Самовисування                                                                                       | 15.01.1990                                                                                          | вища                                                                                                | безпартійна                                                                                         | безпартійна, тимчасово не працює                                                                    |
| 15       | Лагодич Володимир Іванович                                                                          | Самовисування                                                                                       | 03.07.1982                                                                                          | вища                                                                                                | безпартійний                                                                                        | Фізична особа-підприємець                                                                           |
| 16       | Старецька Маріанна Михайлівна                                                                       | Самовисування                                                                                       | 30.11.1986                                                                                          | вища                                                                                                | безпартійна                                                                                         | Давидівська сільська рада, спеціаліст-юрист                                                         |
| 17       | Мудрик Уляна Михайлівна                                                                             | Самовисування                                                                                       | 25.09.1982                                                                                          | середня спеціальна                                                                                  | безпартійна                                                                                         | АЗПСМ с. Давидів, медична сестра сімейного лікаря                                                   |
| 18       | Данилко Юрій Богданович                                                                             | Самовисування                                                                                       | 15.08.1981                                                                                          | вища                                                                                                | безпартійний                                                                                        | Тимчасово не працює                                                                                 |
| 19       | Борошок Андрій Ярославович                                                                          | Самовисування                                                                                       | 24.01.1977                                                                                          | середня спеціальна                                                                                  | безпартійний                                                                                        | бригадир                                                                                            |
| 20       | Грень Іванна Степанівна                                                                             | Самовисування                                                                                       | 17.07.1976                                                                                          | вища                                                                                                | безпартійна                                                                                         | ТзОВ СПГ «Тетра», комерційний директор                                                              |
| 21       | Камінський Мар'ян Володимирович                                                                     | Самовисування                                                                                       | 16.09.1982                                                                                          | середня спеціальна                                                                                  | безпартійний                                                                                        | Давидівська сільська рада, секретар                                                                 |
| 22       | Кісь Роман Ярославович Самовисування 24.03.1978 середня спеціальна безпартійний Тимчасово не працює | Кісь Роман Ярославович Самовисування 24.03.1978 середня спеціальна безпартійний Тимчасово не працює | Кісь Роман Ярославович Самовисування 24.03.1978 середня спеціальна безпартійний Тимчасово не працює | Кісь Роман Ярославович Самовисування 24.03.1978 середня спеціальна безпартійний Тимчасово не працює | Кісь Роман Ярославович Самовисування 24.03.1978 середня спеціальна безпартійний Тимчасово не працює | Кісь Роман Ярославович Самовисування 24.03.1978 середня спеціальна безпартійний Тимчасово не працює |

### Депутати VI скликання
Результати місцевих виборів 2010 року за даними ЦВК:
| № зп | № округу | Прізвище, ім'я, по батькові      | Дата визнання обраним | Відомості про обраного депутата                                                            |
| ---- | -------- | -------------------------------- | --------------------- | ------------------------------------------------------------------------------------------ |
| 1    | 1        | Біда Ігор Богданович             | 01.11.2010            | Освіта середня спеціальна, позапартійний                                                   |
| 2    | 2        | Малиш Богдан Андрійович          | 01.11.2010            | Освіта вища, член Народного Руху України, студент                                          |
| 3    | 3        | Курик Іван Михайлович            | 01.11.2010            | Освіта вища, член Народного Руху України, КП «Бар'єр», директор                            |
| 4    | 4        | Лось Микола Ярославович          | 01.11.2010            | Освіта вища, позапартійний, Давидівська загальноосвітня школа, вчитель автосправи          |
| 5    | 5        | Салашник Михайло Васильович      | 01.11.2010            | Освіта незакінчена вища, позапартійний                                                     |
| 6    | 6        | Булик Михайло Андрійович         | 01.11.2010            | Освіта середня, позапартійний, тимчасово не працює                                         |
| 7    | 7        | Хрунь Ігор Юрійович              | 01.11.2010            | Освіта середня, позапартійний                                                              |
| 8    | 8        | Черкас Федір Федорович           | 01.11.2010            | Освіта вища, позапартійний, ПАТНВК «Полярон», енергетик                                    |
| 9    | 9        | Лука Олександра Іванівна         | 01.11.2010            | Освіта вища, позапартійна, ТзОВ «Корпорація колійні технлології», провідний спеціаліст     |
| 10   | 10       | Вікарчук Василь Михайлович       | 01.11.2010            | Освіта вища, позапартійний, АТ «Укрсімбанк», провідний економіст                           |
| 11   | 11       | Павлик Роман Матвійович          | 01.11.2010            | світа вища, позапартійний, Львівська філія ВАТ «Укртелеком», начальник                     |
| 12   | 12       | Данильчук Богдан Степанович      | 01.11.2010            | Освіта середня спеціальна, позапартійний, ТзОВ АПП «Львівське», сторож                     |
| 13   | 13       | Білик Ірина Леонідівна           | 01.11.2010            | Освіта вища, позапартійна, Давидівська лікарська амбулаторія, головний лікар               |
| 14   | 14       | Грень Тарас Романович            | 01.11.2010            | Освіта вища, член Української Народної Партії, Арготоргова фірма Давидів, директор         |
| 15   | 15       | Лука Василь Миронович            | 01.11.2010            | Освіта вища, позапартійний, ТзОВ АПП «Львівське», інспектор з охорони праці                |
| 16   | 16       | Грень Іванна Степанівна          | 01.11.2010            | Освіта вища, член Української Народної Партії, СПГ «Тетра», бухгалтер                      |
| 17   | 17       | Мудрик Уляна Михайлівна          | 01.11.2010            | Освіта середня спеціальна, позапартійна, Давидівська лікарська амбулаторія, медична сестра |
| 18   | 18       | Шупер Богдан Володимирович       | 01.11.2010            | Освіта середня, позапартійний, ЛМКП «Львівводоканал», контролер                            |
| 19   | 19       | Камінський Мар'ян Волордимирович | 01.11.2010            | Освіта середня спеціальна, позапартійний, КП «Давидівське», директор                       |
| 20   | 20       | Камінський Тарас Володимирович   | 01.11.2010            | Освіта середня спеціальна, позапартійний                                                   |